# Años 1900
Los años 1900 transcurren en el primer decenio del siglo XX, entre el 1 de enero de 1900 y el 31 de diciembre de 1909.

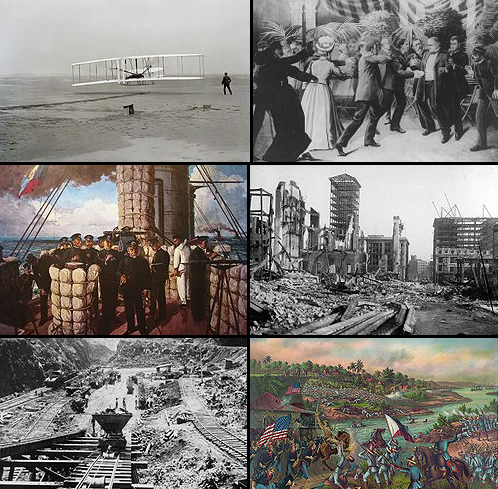
Desde la izquierda en sentido horario: los hermanos Wright logran el primer vuelo tripulado en un aeroplano en Kitty Hawk (Carolina del Norte) en 1903; el presidente de Estados Unidos William McKinley es asesinado en 1901 por Leon Czolgosz en la Exposición Panamericana; un terremoto en la falla de San Andrés destruye gran parte de San Francisco y mata a por lo menos a 10 000 personas en 1906; Estados Unidos toma el control de Filipinas en 1902 tras la guerra filipino-estadounidense; se inicia la construcción del canal de Panamá; el almirante Tōgō antes de la batalla de Tsushima en 1905, parte de la guerra ruso-japonesa que resultó en la victoria japonesa y su ascenso como una potencia mundial.

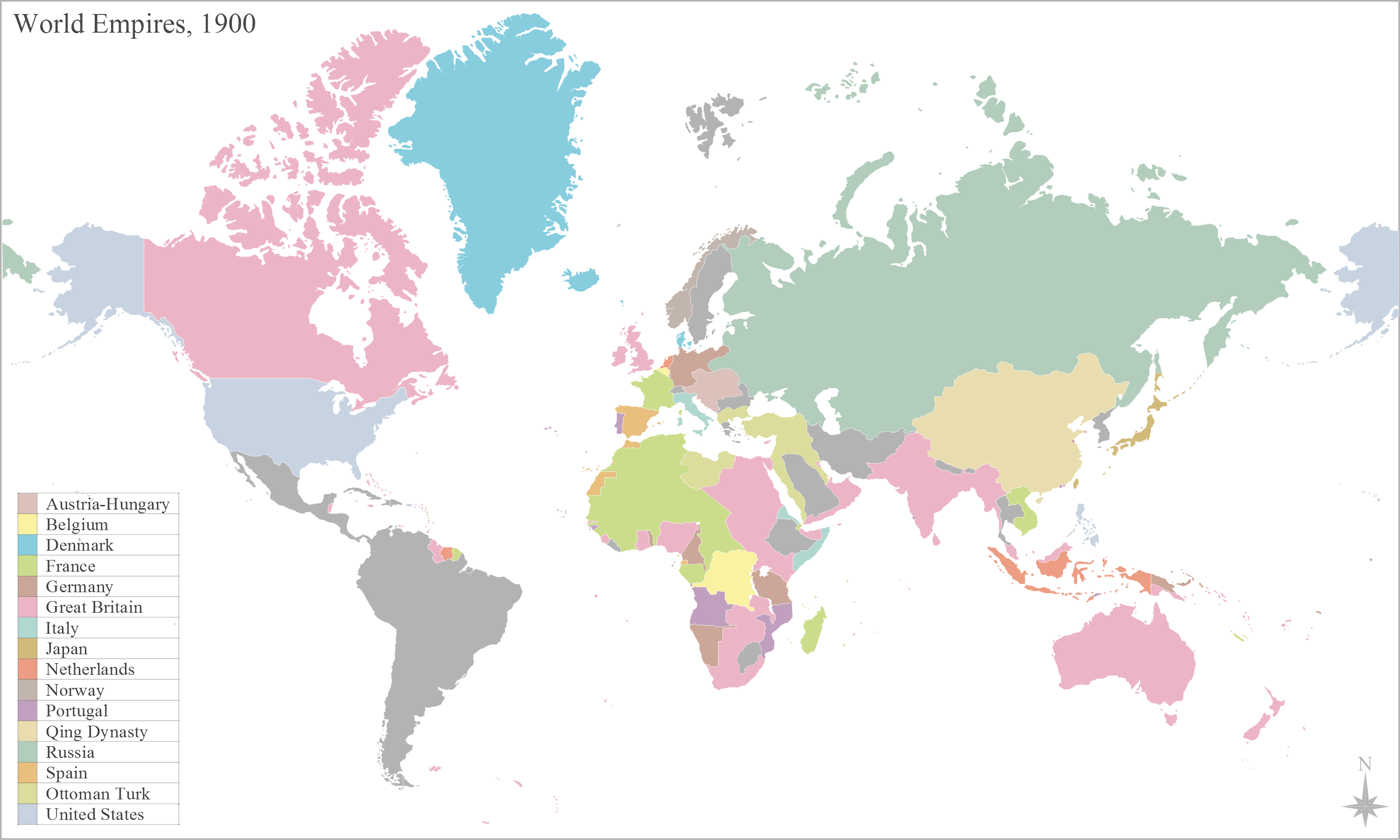
Imperios coloniales en el año 1900.

El siglo XX se inicia en medio de grandes adelantos tecnológicos, entre los cuales el automóvil ocupa un lugar destacado. En América Henry Ford adelantó una verdadera revolución en el sistema de producción en cadena industrial que puso a prueba con la fabricación de su Modelo T. El 17 de diciembre de 1903 los hermanos Wright se convirtieron en los primeros en realizar un vuelo en un avión controlado, no obstante algunos afirman que ese honor le corresponde a Alberto Santos Dumont, que realizó su vuelo el 13 de septiembre de 1906. El avión se convertiría en uno de los más importantes inventos no solo de este siglo sino de la historia en general.
El 8 de febrero de 1904, la guerra ruso-japonesa enfrentó al Imperio del Japón con el imperio de los zares de Rusia. El fin de la guerra dio como vencedor a Japón para la sorpresa del mundo occidental. La nación asiática se convirtió de facto en una nueva potencia mundial. En Rusia surge la revolución rusa de 1905, que se convertiría en la precursora de la que sucedió en 1910 y acabó provocando la caída del imperio ruso.
El Imperio alemán o Segundo Reich comenzó a forjarse en torno a Prusia de una manera clara desde el reinado de Federico II el Grande y se consolidó de manera definitiva en las últimas décadas del siglo XIX, gracias al impulso dado por Otto von Bismarck. En los primeros años del siglo XX, la situación de Alemania dentro de Europa había alcanzado una posición demasiado crucial para los intereses de las demás potencias. Especialmente, Gran Bretaña y Francia veían amenazados muchos de sus intereses, lo que las llevó a suscribir la llamada Entente cordiale, ya que el desarrollo industrial y militar de Alemania se presentaba difícil de igualar por el conjunto de las naciones europeas. Además, este ímpetu de Prusia condujo a la Casa de Austria (Imperio austrohúngaro) a perder progresivamente su condición de potencia continental. La Conferencia de Algeciras consigue evitar que estalle una gran guerra entre las potencias europeas.
Algunos países obtienen la independencia como, Cuba (de Estados Unidos, 1902), Panamá (de Colombia, 1903), Noruega (de Suecia, 1901) y Bulgaria (del Imperio Otomano, 1908).
En 1905 el científico alemán Albert Einstein formula la Teoría de la relatividad, una de las más famosas de la historia.

## Cronología

### 1900
- 1899-1902: Guerra Bóer.
- 1900-1901: Rebelión Bóxer.
- Asesinato del rey de Italia, Humberto I.
- Nacimiento del Jazz en los Estados Unidos.
- El Siglo de los niños de Ellen Key.
- La interpretación de los sueños de Sigmund Freud.
- Se descubre la causa de la fiebre amarilla.
- Max Planck: teoría de los cuantos.
- Ferdinand von Zeppelin: dirigible rígido.

### 1901
- Gran Bretaña: El final de la época victoriana.
- Asesinato del presidente de Estados Unidos, William McKinley.
- Estados Unidos ocupa Filipinas.
- Primera edición de los Premios Nobel (Suecia).
- Creación de la Commonwealth of Australia.
- Guglielmo Marconi: Nacimiento de la comunicación transatlántica.
- Karl Landsteiner: Clasificación de los grupos sanguíneos.

### 1902
- Alfonso XIII alcanza la mayoría de edad y sube al trono de España.
- Alemania obtiene la concesión para construir el ferrocarril de Bagdad.
- Se estrena Viaje a la Luna de Georges Méliès, primera película de ciencia ficción.
- Enrico Caruso graba registros musicales para gramófono.
- Nace la primera revista en los Estados Unidos, Popular Mechanics.
- Se termina de construir, se inaugura y bendice el Edificio Flatiron, en Nueva York, considerado el primer rascacielos de Estados Unidos.

### 1903
- Durante todo el transcurso del año 1903:
  - Gran Bretaña: Movimiento sufragista.
- Pio X sucede a León XIII como Papa.
- Panamá se separa de Colombia, declarándose independiente.
- Los hermanos Wilbur y Orville Wright realizan el primer vuelo sostenido y propulsado de un avión con motor.
- Primer Tour de Francia (carrera ciclista).

### 1904
- 1904-1905: Guerra ruso-japonesa.
- Francia y el Reino Unido acuerdan la Entente Cordiales.
- Gramática histórica española de Ramón Menéndez Pidal.
- El jardín de los cerezos de Antón Chéjov.
- Jenůfa de Leoš Janáček.

### 1905
- Inicio del proceso revolucionario en Rusia.
- Derrota de Rusia en la guerra ruso-japonesa.
- Se disuelve la unión entre Suecia y Noruega.
- Independencia del reino de Noruega.
- Corea queda bajo el control de Japón.
- Creación del grupo de artistas Die Brücke en Dresde.
- Albert Einstein: Teoría de la relatividad.

### 1906
- Nicolás II instituye la Duma.
- Fundación de la Liga Musulmana.
- Conferencia de Algeciras.

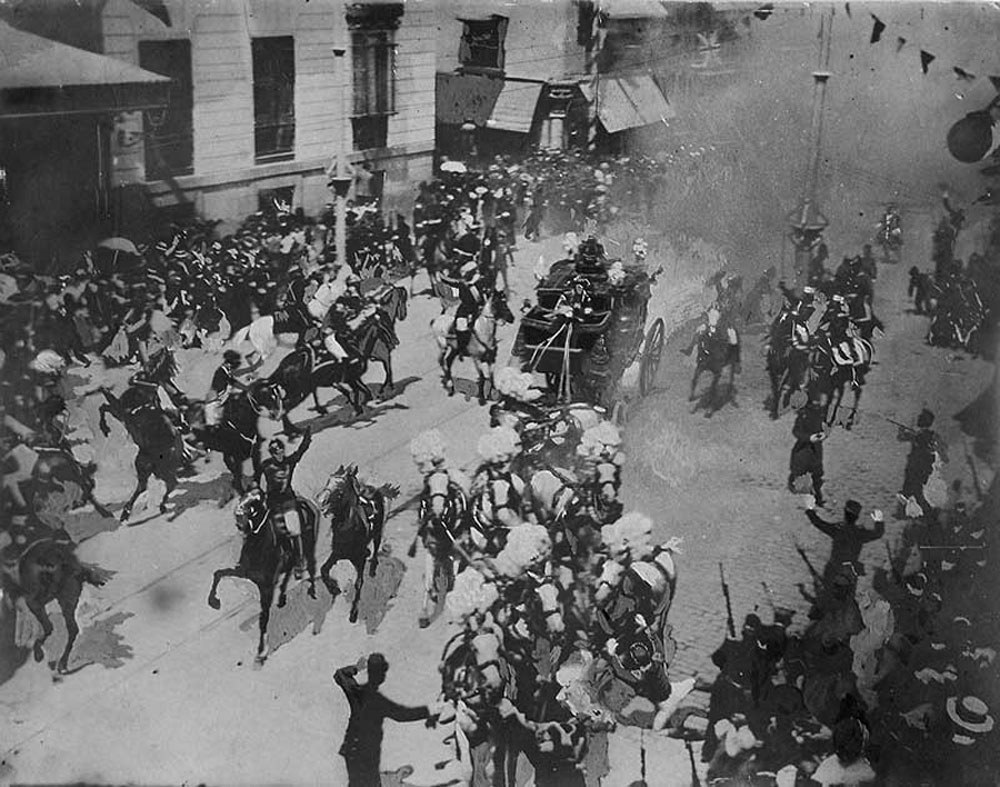
Esta fotografía que capta el instante en el que hace explosión la bomba lanzada contra la comitiva de los Reyes recién casados en Madrid, que mata a unas 30 personas, es la primera exclusiva fotográfica de la prensa española.

- Asesinadas 30 personas en un atentado perpetrado por Mateo Morral contra la comitiva real.
- Ernest Rutherford: Identificación de las partículas alfa en los núcleos de helio.
- Jacob van Marken inventa la mantequilla de cacahuete.
- Creación de los plásticos modernos —Baquelita— por Leo Baekeland.
- En Estados Unidos, se realiza la primera emisión radiofónica.

### 1907
- Constitución de la Triple entente.
- Creación del dominio de Nueva Zelanda.
- Las señoritas de Avignon de Pablo Picasso.
- Se descubren en Rávena los restos de la Puerta de Oro, construida a comienzos de la era cristiana.
- Hermann Emil Fischer: las proteínas están formadas por ácidos aminados.
- Frederick Soddy: Descubrimiento de la isotopía.

### 1908
- China: Muerte de la emperatriz Cixí.
- China: se funda el Kuomintang como sociedad secreta.
- En Lisboa (Portugal) mueren en un atentado el rey Carlos I y el príncipe heredero, Luis Felipe.
- Leopoldo II lega el Congo a Bélgica.
- Revolución de los Jóvenes Turcos.
- Bulgaria se declara como estado independiente.
- 1908-1935: Dictadura de Juan Vicente Gómez.
- Das Lied von der Erde de Gustav Mahler.
- Primeras versiones de El Beso y La musa dormida de Constantin Brâncuși.

### 1909
- Semana Trágica de Barcelona (España).
- Guerra entre España y Marruecos.
- Louis Blériot: travesía del canal de la Mancha en avión.
- Cuatro exploradores inuit (Uta, Ukuea, Siglu, y Eguiguinguá) acompañados por los estadounidenses Robert Peary y Matthew Henson, llegan a una distancia de pocos kilómetros del polo norte.
- Desarrollo de la quimioterapia por
- En Brighton (Reino Unido), se presenta por primera vez al público el cine en color.
- La escritora sueca, Selma Lagerlöf primera mujer Premio Nobel de Literatura.

## Cronología de otros eventos que ocurrieron durante la década

### 1900
- 1900-1930: Exploraciones de Mark Aurel Stein a lo largo de Asia.
- A partir de 1900: Arthur Evans dirige las excavaciones y la reconstrucción del palacio de Cnosos, en la isla de Creta.
- Primera Copa Davis de tenis, ganada por los Estados Unidos.
- Lord Jim de Joseph Conrad.
- Tosca de Giacomo Puccini.

### 1901
- Atentado contra el Kaiser, Guillermo II.
- Los Estados Unidos adquiere el derecho exclusivo para la construcción del canal de Panamá.

### 1902
- Los bajos fondos de Máximo Gorki.
- Peleas y Melisande de Claude Debussy.

### 1903
- Muere asesinado el último representante de la casa Obrenovitch, Alejandro I de Serbia.

### 1905
- La Jaula de fieras del Salón de otoño en París (Matisse, Vlaminck, Derain...)
- Alfred Binet: test Binet-Simon.
- Salomé de Richard Strauss.

### 1907
- Se Funda el Movimiento Scout, por Robert Baden-Powell.
- Casa Robie en Chicago de Frank Lloyd Wright.

### 1908
- Siberia (Rusia): Cae un meteorito enorme, conocido como «Evento de Tunguska».
- Estados Unidos: Creación del FBI por Charles Joseph Bonaparte.

### 1909
- Primer manifiesto del Futurismo de Filippo Tommaso Marinetti.
- Nave de turbinas de la empresa AEG de Peter Behrens.

## Grandes catástrofes a nivel mundial

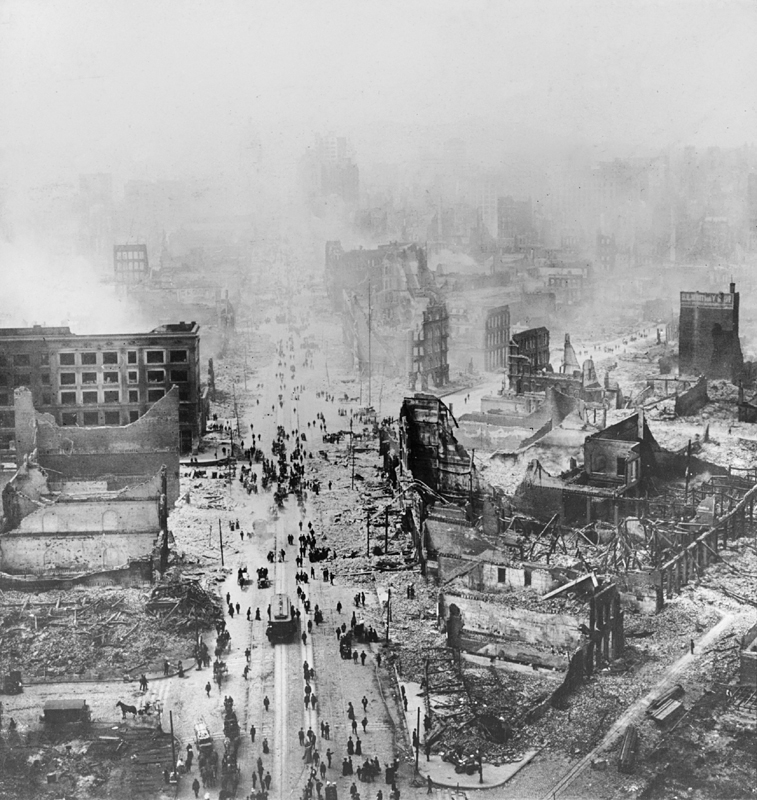
Fotografía de los edificios en ruinas del Terremoto de San Francisco de 1906. Este desastre es recordado como una de las peores catástrofes naturales en la historia de los Estados Unidos.

### Desastres Naturales
- El 8 de septiembre de 1900 - Un poderoso huracán golpea Galveston, Texas en Estados Unidos, matando a alrededor de 8000 personas.
- El 19 de abril de 1902 - Un terremoto de magnitud 7,5 en Guatemala, matan a 2000 personas
- El 8 de mayo de 1902 - En Martinica, el Monte Pelée entra en erupción, destruyendo la ciudad de Saint-Pierre y matando a más de 30 000 personas.
- El 7 de abril de 1906 - El Monte Vesubio entra en erupción y destruye Nápoles.
- El 18 de abril de 1906 - El Terremoto de San Francisco de 1906 (en magnitud estimada de 7,8 grados) en la falla de San Andrés, destruye gran parte de la ciudad de San Francisco en Estados Unidos, matando al menos a 3000 personas. Alrededor de 225.000 a 300.000 personas quedaron sin hogar, y los daños y perjuicios. se calculan en USD 350 millones de dólares.
- El 18 de septiembre de 1906 - Un tifón y un tsunami matan alrededor de 10 000 personas en Hong Kong.
- El 14 de enero de 1907 - Un terremoto en Kingston, Jamaica mata a más de 1000 personas.
- El 28 de diciembre de 1908 - Un terremoto y un tsunami destruye Messina, Sicilia y Calabria en Italia, logrando matar a más de 150.000 personas.

### Desastres no naturales
- El 26 de abril de 1900 - Un gran incendio en Ottawa en Ontario, Canadá, mata a 7 personas y deja a otras 15 000 personas sin hogar.
- El 30 de junio de 1900 - Se incendia un muelle en Hoboken, Nueva Jersey en Estados Unidos. Los buques de pasajeros alemanes Saale, Bremen, y Kaiser Guillermo der Grosse, todas pertenecientes a la línea de vapores Norddeutscher Lloyd, entrar en combustión en los muelles en Hoboken. El fuego comenzó en un muelle y se extendió a los muelles adyacentes, almacenes y naves más pequeñas. Murieron alrededor de 326 personas.
- El 3 de mayo de 1901 - Un gran incendio se inicia en Jacksonville, Florida en Estados Unidos.
- El 10 de julio de 1902 - Un desastre de la mina Laminador en Johnstown, Pensilvania en Estados Unidos mata a 112 mineros.
- El 10 de agosto de 1903 - Se produce un incendio en el Metro de París, en donde mueren alrededor de 84 personas.
- El 30 de diciembre de 1903 - Un incendio en el teatro Iroquois de Chicago en Estados Unidos mata a 600 personas.
- El 7 de febrero de 1904 - Un produce una gran incendio en Baltimore, Estados Unidos. El Fuego destruye más de 1500 edificios en solo 30 horas.
- El 15 de junio de 1904 - Un incendio a bordo del barco de vapor General Slocum en el East River de Nueva York mata a 1.021 personas.
- El 28 de junio de 1904 - El barco de pasajeros danés SS Norge encalla y se hunde cerca de Rockall, matando alrededor de 635 personas, incluyendo a 225 emigrantes noruegos.
- El 22 de enero de 1906 - El barco de vapor SS Valencia choca contra un arrecife frente a la isla de Vancouver en Canadá, matando a más de 100 (oficialmente 136 personas).

## Avances científicos y técnicos
- Efecto Zeeman
- Efecto fotoeléctrico
- Experimento de Millikan
- Producción industrial del Modelo T